# Турбай, Григорий Автономович
Григорий Автономович Турбай (10 июля 1904, Кобзевка, Красноградский район — 5 октября 1992, Кировоград) — украинский советский деятель, Герой Социалистического Труда, депутат Верховного Совета СССР.

## Биография
Родился 10 ноября 1904 году в селе Кобзовка на Полтавщине.

### Образование
- Сельскохозяйственная школа
- Рабочий факультет
- Харьковский инженерно-экономический институт

### Деятельность
С 1925 — колхозник артели «Светлый путь» (Сахновщинского района)
С 1927 — председатель колхоза «Светлый путь» (Сахновщинского района), заведующий хозяйством в Харьковской области
С 1933 — участковый агроном Лозовской машинно-тракторной станции в Харьковской области
С 1938 года — на партийной работе в Харьковской области
С 1941 — в эвакуации в Таджикской ССР
С 1943 — 1-й секретарь Близнюковского районного комитета Компартии Украины в Харьковской области
С 1950 — 12.1953 — 1-й заместитель председателя Исполкома Харьковского областного Совета
По 28.01.1949 — 23.09.1952 — член ЦК Компартии Украины.
С 27.09.1952 — 23.03.1954 — член Ревизионной комиссии ЦК Компартии Украины
С 12.1953 — 01.1963 — председатель Исполкома Кировоградского областного Совета
С 26.03.1954 — 15.03.1966 — кандидат в члены ЦК Компартии Украины
С 01.1963 — 12.1964 — председатель Исполкома Кировоградского сельского областного Совета
С 12.1964 по 1975 возглавлял Кировоградское областное управление лесного хозяйства.

## Награды
- Герой Социалистического Труда
- орден Ленина

## Ссылка
- Справочник по истории Компартии и советского Союза